# Julius Pfister
Julius Pfister, född den 25 juli 1817 i Ofen, död 1866 i Berlin, var en tysk sångare (tenor).
Pfister inträdde 1836 som elev vid Kärntnertortheater i Wien och blev efter fullbordade sångstudier där engagerad vid nämnda teater. Han gjorde åren 1843—44 resor till Berlin, där han lät höra sig med mycken framgång, samt blev 1844 engagerad vid kungliga teatern i sistnämnda stad.